# Fincantieri
Die Fincantieri S.p.A. mit Sitz in Triest ist ein italienischer Schiffbaukonzern. Das 1959 gegründete Unternehmen ist heute der größte europäische Schiffbauer. Fincantieri entwirft, baut und wartet eine breite Palette von Schiffen. Das Portfolio umfasst Kreuzfahrtschiffe, Megayachten, Fähren, Offshore-Schiffe und Marineschiffe, einschließlich Flugzeugträgern, Fregatten, Zerstörer und U-Boote.

## Geschichte

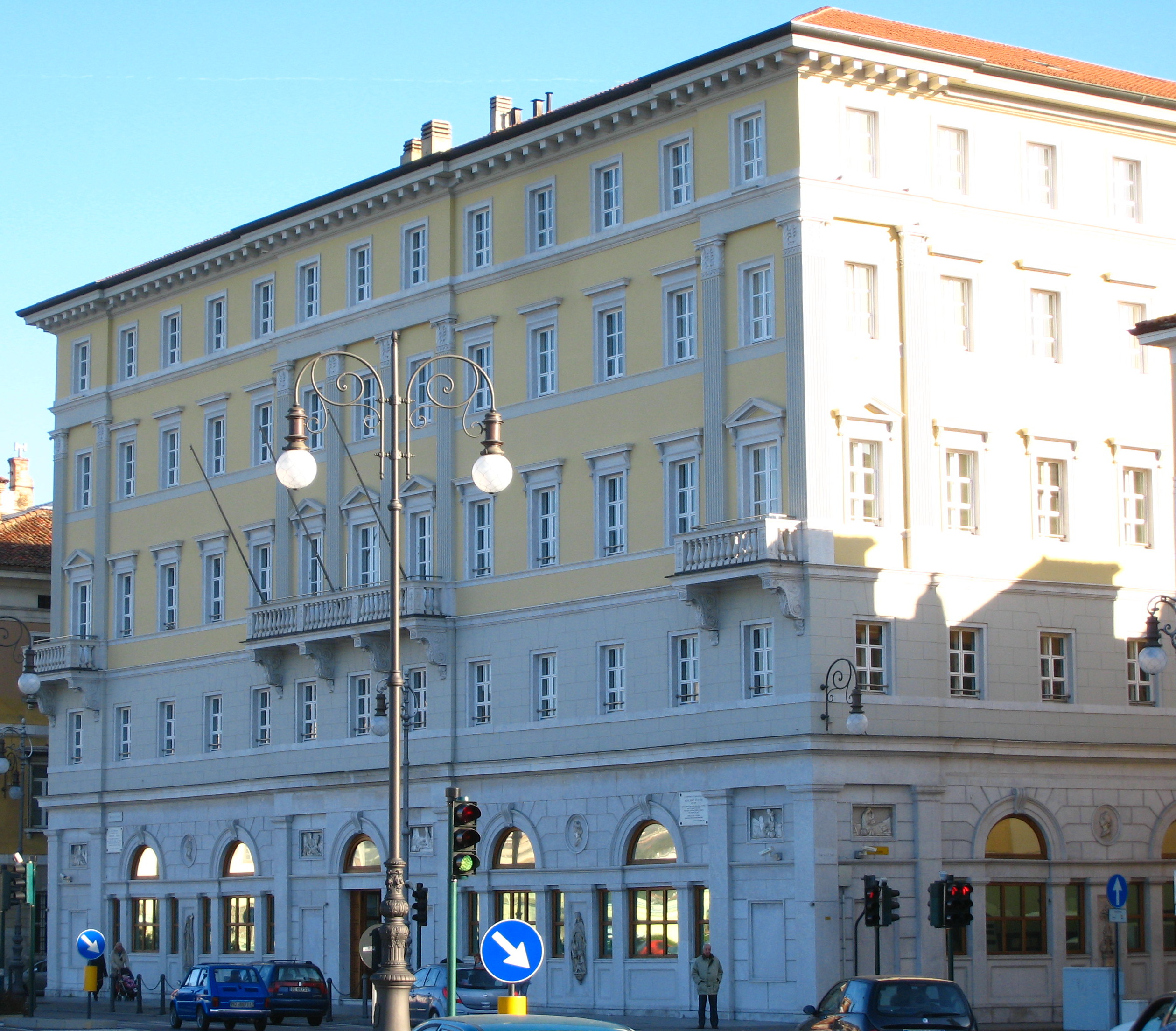
Sitz der Fincantieri in Triest

Fincantieri wurde 1959 in Rom als staatliche Holding unter dem Namen Fincantieri – Cantieri Navali Italiani gegründet, der acht Unternehmen angehörten, die sich mit Schiffbau, Schiffsreparaturen und dem Bau von Schiffsmotoren beschäftigten. 1984 wurden diese Unternehmen und die übergeordnete Holding in ein einziges Schiffbauunternehmen umgewandelt, das die Traditionen der alten italienischen Werften weiterführt. Der Unternehmenssitz befindet sich heute in Triest.
Im Jahr 2008 erwarb Fincantieri die US-amerikanische Werft Marinette Marine. Im Januar 2013 wurden mit der Vard AS zehn weitere Werften übernommen, Fincantieri verdoppelte damit seine Umsatz- und Mitarbeiterzahl nahezu.
Im September 2017 übernahm Fincantieri 50 % der Anteile an den französischen STX-Werften. Daraufhin erhielten diese wieder den alten, traditionsreichen Namen Chantiers de l’Atlantique. Zweitgrößter Anteilseigner der Chantiers de l’Atlantique ist der französische Staat mit 34,34 %. Um Fincantieri die operative Kontrolle über das Unternehmen zu gewährleisten, leiht der französische Staat aus seinem Anteil 1 % an Fincantieri, allerdings mit einem auf 12 Jahre befristeten Rücknahmerecht, sollte Fincantieri sich nicht an die hinsichtlich Arbeitsplatzsicherung, Governance und geistiges Eigentum getroffenen Vereinbarungen halten. Auf Grund der Covid-19-Pandemie ist der Deal im Jahr 2021 gescheitert.
Im Jahr 2017 wurde das Joint Venture Navaris mit der Naval Group vereinbart, das Gemeinschaftsunternehmen mit Sitz in Genua ist seit 2020 operativ tätig.

## Geschäftsfelder
Fincantieri ist es in den letzten Jahren gelungen, den vielen, vor allem ostasiatischen Billiganbietern auf dem Markt durch die Konzentration auf das Segment großer hochwertiger Kreuzfahrtschiffe zu begegnen. In diesem Bereich ist es heute einer der Weltmarktführer. Das Unternehmen teilt sich in fünf Sparten:
- Kreuzfahrtschiffe: Werftbetriebe in Monfalcone (⊙), Marghera (Venedig) und Sestri Ponente (Genua)
- Transport- und andere Handelsschiffe: Werftbetriebe in Ancona, Castellammare di Stabia (Neapel) und Palermo
- Megayachten: Werft in Muggiano (La Spezia)
- Kriegsschiffe: Werftbetriebe in Riva Trigoso (Genua) und Muggiano (La Spezia)
- Reparatur und Umbau: Werft in Palermo, Docks in Triest und Muggiano (La Spezia)

Die wichtigsten Tochtergesellschaften sind VARD (Schiffbau und Offshore), Orizzonte Sistemi Navali S.p.A., Isotta Fraschini Motori S.p.A., Fincantieri Marine Systems North America, Fincantieri Marine Group (darunter Marinette Marine) und CETENA.
Das Tochterunternehmen Vard AS ist eine internationale Schiffbaugruppe mit zehn Werften in Brasilien, Norwegen, Rumänien und in Vietnam mit rund 10.000 Beschäftigten (März 2015). Das Unternehmen entstand im Januar 2013 aus bedeutenden Teilen der koreanischen STX Europe und STX OSV.
Mit dem norwegischen Tochterunternehmen Vard AS ist Fincantieri seit 2013 das viertgrößte Schiffbauunternehmen der Welt.
Die Werft in Genua soll erweitert werden.

## Anteilseigner
(Stand: April 2025)
| Anteil  | Anteilseigner                                          |
| ------- | ------------------------------------------------------ |
| 71,26 % | Italienischer Staat über die Cassa Depositi e Prestiti |
| 28,61 % | Streubesitz                                            |
| 00,13 % | Eigene Aktien                                          |

## Aktueller Auftragsbestand
In der folgenden Tabelle werden die aktuellen, ausstehenden Bauaufträge für Fincantieri in der Reihenfolge des geplanten Ablieferungsdatums aufgelistet. Eine Liste mit einer Auswahl von Schiffen, die von Fincantieri gebaut wurden, befindet sich im Hauptartikel Fincantieri-Bauliste.
Nachstehende Liste ist nicht vollständig, da sie fast nur Kreuzfahrtschiffe umfasst.
| Ablieferung    | Name                | BRZ                   | Auftraggeber                         | Bemerkungen                          |
| -------------- | ------------------- | --------------------- | ------------------------------------ | ------------------------------------ |
| 2025           |                     |                       |                                      |                                      |
| Explora III    | 64.000              | MSC Cruises           | für Explora Journeys                 |                                      |
| Star Princess  | 175.000             | Princess Cruises      | Sphere-Klasse                        |                                      |
| Atlante        | 31.000              | Marina Militare       | Vulcano-Klasse                       |                                      |
| Four Seasons I | 34.000              | Four Seasons Yachts   |                                      |                                      |
| 2026           | Mein Schiff Flow    | 161.000               | TUI Cruises                          | InTUItion-Klasse                     |
| 2026           | Viking Mira         | 47.800                | Viking Ocean Cruises                 |                                      |
| 2026           | Viking Libra        | 47.800                | Viking Ocean Cruises                 |                                      |
| 2026           | Seven Seas Prestige | 76,550                | Regent Seven Seas Cruises            | Prestige-Klasse, Typschiff           |
| 2026           | Norwegian Luna      | 156.300               | Norwegian Cruise Line                | Leonardo-Klasse/Leonardo-Plus-Klasse |
| 2026           | Four Seasons II     |                       | Four Seasons Yachts                  |                                      |
| 2027           |                     |                       |                                      |                                      |
| Explora IV     | 64.000              | MSC Cruises           | für Explora Journeys                 |                                      |
|                | 47.800              | Viking Ocean Cruises  |                                      |                                      |
|                | 172.800             | Norwegian Cruise Line | Leonardo-Klasse/Leonardo-Plus-Klasse |                                      |
| Oceania Sonata | ~ 85.000            | Oceania Cruises       | Sonata-Klasse, Typschiff             |                                      |
| 2028           |                     |                       |                                      |                                      |
|                | 172.800             | Norwegian Cruise Line | Leonardo-Klasse/Leonardo-Plus-Klasse |                                      |
|                | 61.800              | Crystal Cruises       |                                      |                                      |
| 2029           |                     | ~ 230.000             | Carnival Cruise Line                 | Ace-Klasse                           |
| 2029           | Oceania Arietta     | ~ 85.000              | Oceania Cruises                      | Sonata-Klasse                        |
| 2029           |                     | 76,550                | Regent Seven Seas Cruises            | Prestige-Klasse                      |
| 2030           |                     |                       |                                      |                                      |
|                |                     | AIDA Cruises          |                                      |                                      |
|                | ~ 226.000           | Norwegian Cruise Line |                                      |                                      |
|                | 61.800              | Crystal Cruises       |                                      |                                      |
| 2031           |                     |                       |                                      |                                      |
|                |                     | AIDA Cruises          |                                      |                                      |
|                | ~ 230.000           | Carnival Cruise Line  | Ace-Klasse                           |                                      |
| 2032           |                     |                       |                                      |                                      |
|                | ~ 226.000           | Norwegian Cruise Line |                                      |                                      |
|                | 61.800              | Crystal Cruises       |                                      |                                      |
|                | ~ 85.000            | Oceania Cruises       | Sonata-Klasse                        |                                      |
| 2033           |                     |                       |                                      |                                      |
|                | ~ 230.000           | Carnival Cruise Line  | Ace-Klasse                           |                                      |
| 2034           |                     |                       |                                      |                                      |
|                | ~ 226.000           | Norwegian Cruise Line |                                      |                                      |
| 2035           |                     |                       |                                      |                                      |
|                | ~ 85.000            | Oceania Cruises       | Sonata-Klasse                        |                                      |
| 2036           |                     |                       |                                      |                                      |
|                | ~ 226.000           | Norwegian Cruise Line |                                      |                                      |

## Galerie

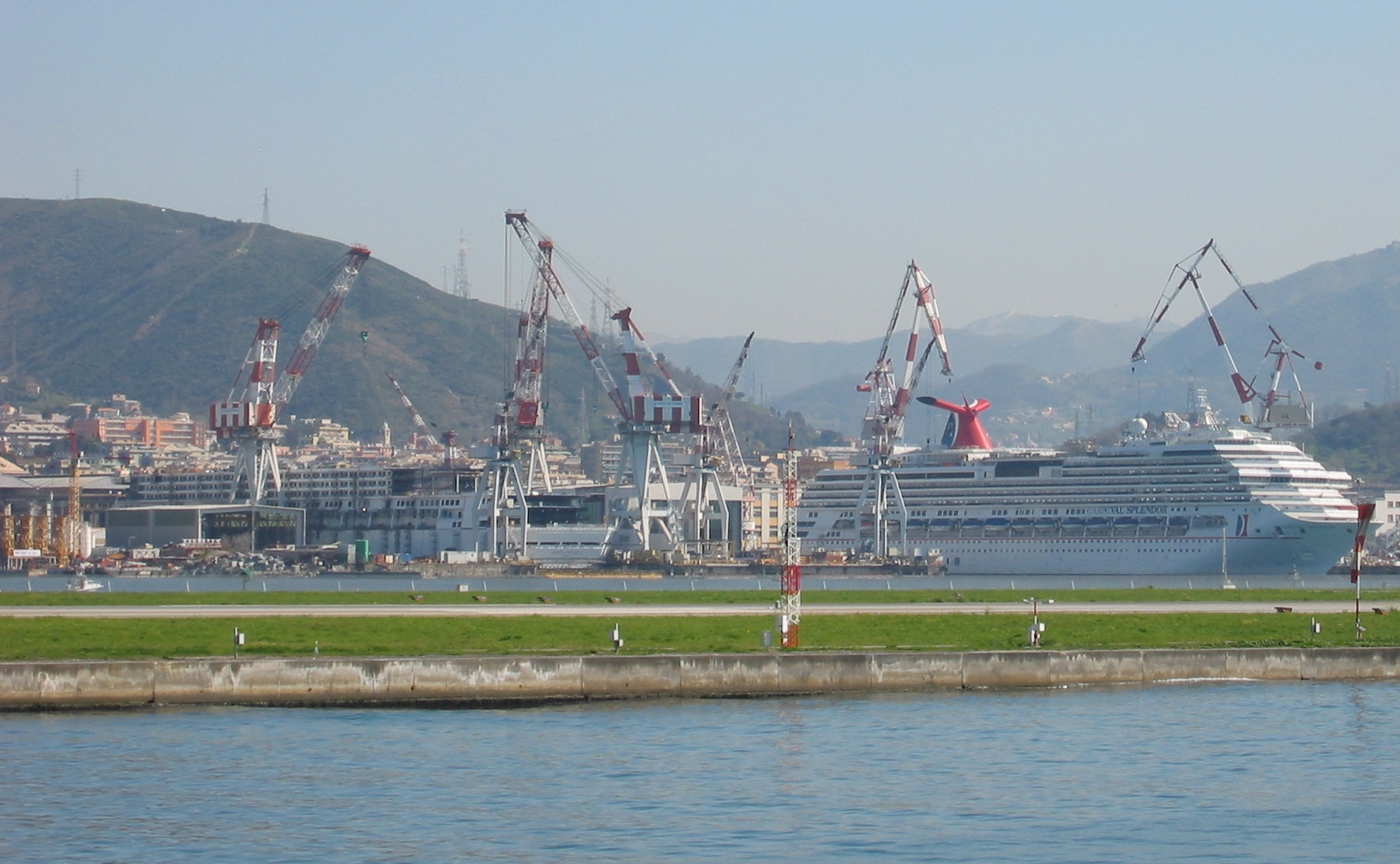
Werftbetrieb in Genua, Sestri Ponente
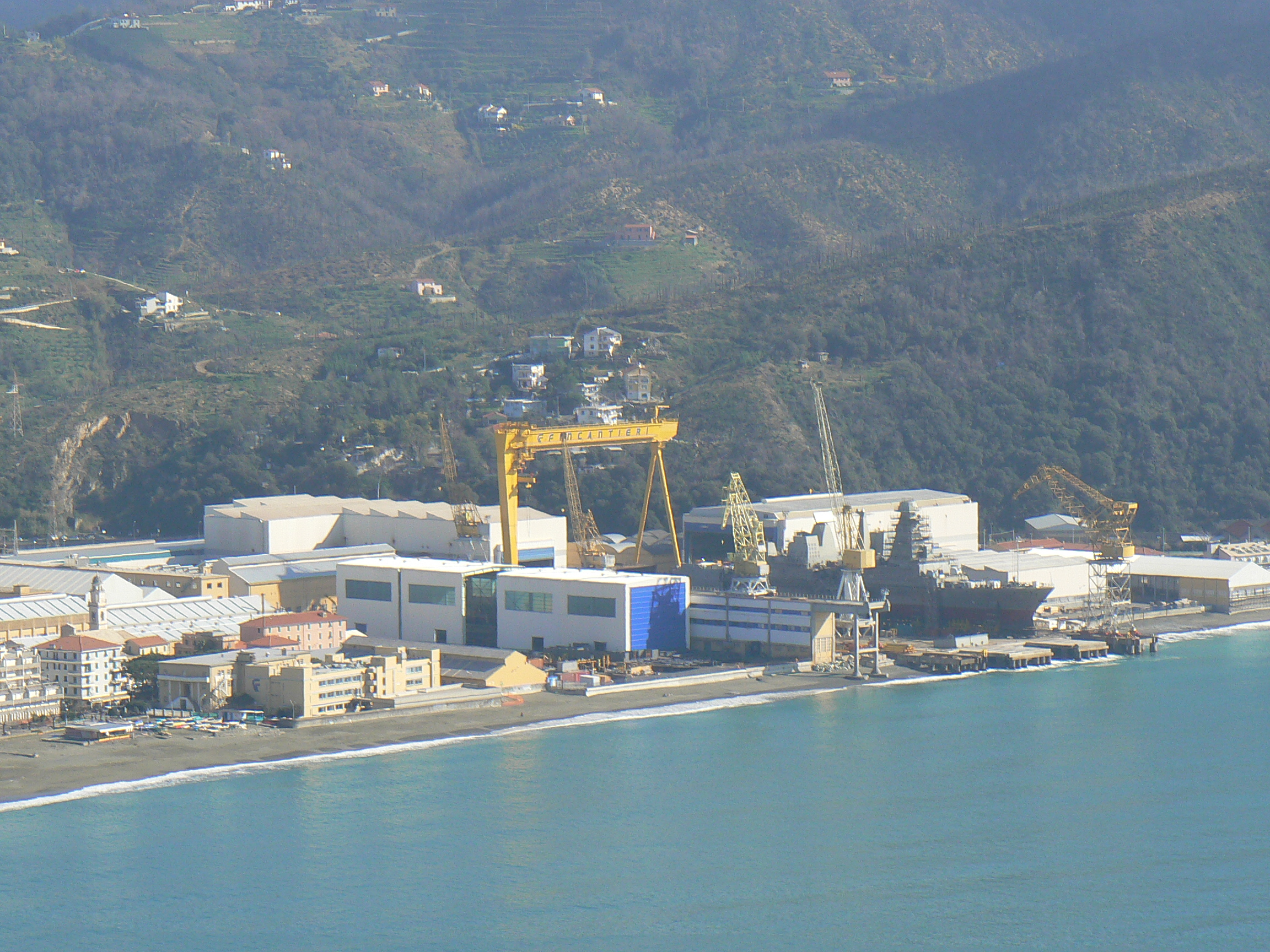
Werftbetrieb in Riva Trigoso Sestri Levante
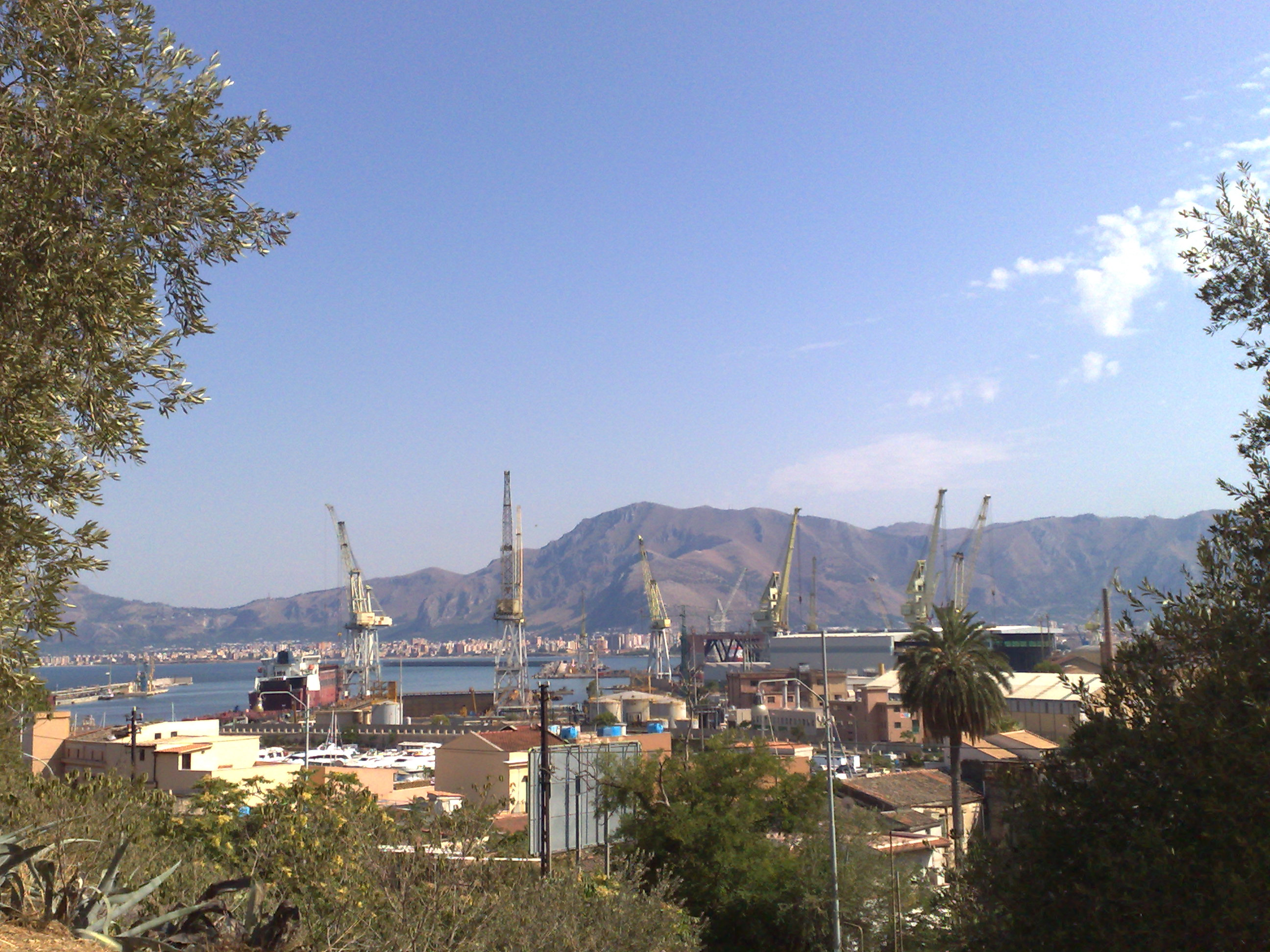
Werftbetrieb in Palermo
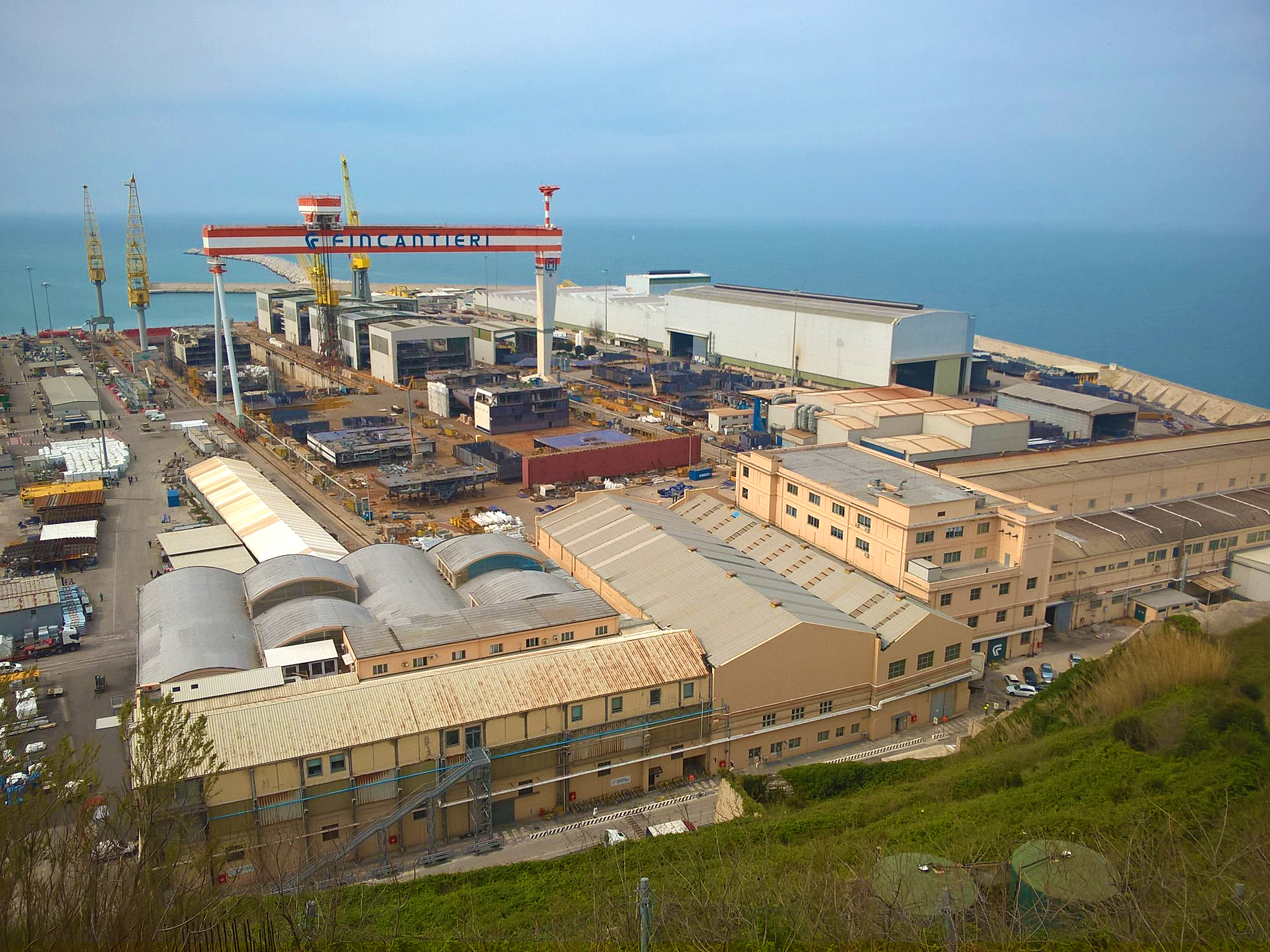
Werftbetrieb in Ancona